# Prunus matudae
Prunus matudae — вид квіткових рослин з родини трояндових (Rosaceae). Ареал охоплює такі країни: Мексика (Чьяпас, Оахака, Пуебла, Веракрус).

## Середовище
Зустрічається у субтропічних/тропічних вологих гірських лісах, лісах Quercus, Pinus та Liquidambar на висотах від 1200 до 2600 метрів над рівнем моря. Зміни у землекористуванні відбуваються по всьому ареалу виду, що зменшить площу та якість його середовища існування. Однак цей вид був зареєстрований у порушених територіях без будь-яких проблем із виживанням.

## Морфологічний опис
Це поширене дерево заввишки 3–8(20) метрів.

## Використання
Немає інформації про використання Prunus matudae.